# Chalinolobus picatus
Chalinolobus picatus — вид рукокрилих родини Лиликові (Vespertilionidae).

## Поширення
Ендемік Австралії (Квінсленд, Новий Південний Уельс, Південна Австралія). Відомий на висотах 40-400 м над рівнем моря. Цей вид зустрічається в лісах, рідколіссях, високих чагарниках.

## Поведінка. Відтворення
Він утворює колонії в дуплах дерев, підземних помешканнях і будівлях. Колонії можуть складатися від кількох осіб до 50.

## Загрози та охорона
Цей вид знаходиться під загрозою через втрати середовища проживання. Був записаний на багатьох природоохоронних територіях.